# Кралі в Клівленді
«Кралі в Клівленді» (англ. Hot in Cleveland) — американський комедійний телесеріал, що виходив на телеканалі «TV Land» (2010–2015). Проєкт став першим оригінальним серіалом каналу і стартував 16 червня 2010 року. Шоу стало найрейтинговішою новинкою «TV Land» за чотирнадцятирічну історію телеканалу.
Шоу створено автором таких відомих комедій як «Фрейзер» і «Еллен», Сюзанною Мартін. Серіал знімається за живої аудиторії у «CBS Studio» і при використанні багатокамерної зйомки.
Після успіху першого сезону проєкт було подовжено на другий, який стартував 19 січня 2011 року. Усього було відзнято шість сезонів зі 129 епізодів, прем'єра останнього з яких відбулася 3 червня 2015 року.

## Акторський склад
- Валері Бертінеллі
- Джейн Лівз
- Венді Мелік
- Бетті Вайт
- Марк Інделікато
- Доріс Робертс